# Galleck
Galleck ist ein Ortsteil der Gemeinde Malgersdorf im niederbayerischen Landkreis Rottal-Inn.

## Geografie und Verkehrsanbindung
Der Weiler liegt auf offener Flur, etwa 2 km südlich von Malgersdorf. Etwas westlich verläuft die Bundesstraße 20, an die der Ort über eine Gemeindestraße angeschlossen ist.

## Geschichte
Vor der bayerischen Gebietsreform war Galleck ein Ortsteil der Gemeinde Jägerndorf. Diese wurde 1972 nach Arnstorf eingegliedert. 1975 wurde Galleck zusammen mit einigen weiteren Ortsteilen nach Malgersdorf umgegliedert.